# Аматитлан (Тлапа де Комонфорт)
Аматитлан (шп. Amatitlán) насеље је у Мексику у савезној држави Гереро у општини Тлапа де Комонфорт. Насеље се налази на надморској висини од 1612 м.

## Становништво
Према подацима из 2010. године у насељу су живела 2 становника.

### Хронологија
| Година       | 2000         | 2005       | 2010 |
| ------------ | ------------ | ---------- | ---- |
| Становништво | 26 (13 / 13) | 11 (6 / 5) | 2    |

### Попис
| # | Индикатор                     | Вредност |
| - | ----------------------------- | -------- |
| 1 | Укупно домаћинстава           | 3        |
| 2 | Укупно насељених домаћинстава | 1        |
| 3 | Величина локације             | 1        |